# فضائيو "إم نايت شيامالان"!
«فضائيو» إم نايت شيامالان"!" هي الحلقة الرابعة من الموسم الأول من مسلسل الخيال العلمي التلفزيوني الأمريكي ريك ومورتي. من إخراج جيف مايرز وكتبه توم كوفمان، تم بث الحلقة في 13 كانون الثاني 2014. يقوم ببطولته جستن رويلاند كشخصيتين فخاريتين، ريك سانشيز ومورتي سميث، وكريس بارنيل في دور جيري سميث، وسارة تشالك في دور بيث سميث. لا تظهر سمر سميث، وهي شخصية منتظمة تؤديه سبينسر جرامير، في الحلقة.

## الحبكة
يحتجز الفضائيين ريك وجيري في واقع افتراضي، في محاولة لسرقة وصفة ريك للمادة المظلمة المركزة. بينما يحاول ريك الهروب، يكتشف أن هناك طبقات متعددة للواقع الافتراضي فوق بعضها البعض. من ناحية أخرى، لا يزال جيري، على الرغم من العديد من مواطن الخلل في النظام، غافلاً تمامًا، ويحاول بيع شعاره الإعلاني عن التفاح. أخيرًا، يتلاعب ريك بالأجانب من خلال إعطائهم وصفة مزيفة. يرسل الأجانب ريك وجيري في طريقهم، وتنفجر سفينتهم أثناء تحضيرهم للتلفيق. في مشهد ما بعد إنتهاء الحلقة، طُرد جيري على الفور بعد ظهور شعاره الإعلاني الجديد عن التفاح في العالم الحقيقي. في الليل، يدخل ريك المخمور إلى غرفة مورتي، ويبدأ في إظهار تقديره له، لكنه سرعان ما ينقلب عليه بسكين ويطالب بمعرفة ما إذا كان مورتي هو محاكاة. ثم يعتذر ريك قبل الإغماء.

## الاستقبال

### التقييمات
عند تاريخ بثها، شاهد الحلقة 1.32 مشاهد أمريكي.

### استجابة حرجة
حصل الموسم الأول على نسبة موافقة 96٪ على روتن توميتوز بناءً على 28 مراجعة، بمتوسط تقييم 8.19 من 10. يقرأ إجماع نقاد الموقع، «ريك ومورتي ينطلقان على الشاشات ويتركان انطباعًا فوريًا ببقع الألوان الزاهية، والتمثيل الصوتي الارتجالي، ومغامرات الخيال العلمي المخططة بكثافة - مما يجلب قدرًا مذهلاً من القلب إلى فرضية بلا قلب من الناحية الكونية.» أشاد جو مطر من دن أوف جيك بالدور الذي لعبته شخصية جيري في الحلقة، قائلاً: «هذه الحلقة تمكنت من إعطاء فكرة جيدة عن الكيس الحزين التام لجيري أن أفضل يوم له حدث على الإطلاق في محاكاة منخفضة الأداء. من الجيد أن ترى حلقة تعطي جزءًا كبيرًا من تركيزها لعضو آخر من عائلة ريك ومورتي ولكي تصمد بالإضافة إلى الجزء الرئيسي المجنون والحركة والخيال العلمي.»
كما علق زاك هاندلين من إيه. في. كلوب على مظاهر جيري قائلاً: «قصة جيري، التي تمكن فيها الشاب من الحصول على أفضل يوم في حياته داخل محاكاة تعمل بسرعة معالجة بنسبة خمسة بالمائة، ليست نفس النوع من الترفيه، ولكن يناسب الشخصية جيدًا. مزيج من الكوميديا المظلمة والوجودية (جيري مثير للشفقة لدرجة أن ممارسة الجنس مع نسخة مكررة من زوجته التي لا تأخذ ملابسها أو تتحرك بطريقة ما هي أفضل جنس في حياته) ونكات خلل الكمبيوتر تعمل بشكل جيد، وهي مثيرة للإعجاب لمشاهدة مثل هذا التوازن المعقد بين المرجع والفكاهة لا يزال بإمكانه أن يكون قائمًا على الشخصية.» قالت مراجعة على <i id="mwKQ">Inverse</i> : «إن هذا الدفع والجذب المرعب والضعيف للعلاقة الحميمة الممزوجة بإدمان الكحول الخبيث وإساءة الاستخدام يسود طوال العرض كواحد من سماته المميزة، ولا يوجد مكان أكثر رسوخًا منه في» فضائيو «إم نايت شيامالان»!«ولكن عندما يتعلق الأمر بحيل الخيال العلمي، يتم استخدامها جميعًا بشكل أفضل في الحلقات المستقبلية.» حول الحلقة.